# 克里斯·馬丁 (棒球員)
克里斯多福·萊利·馬丁（英語：Christopher Riley Martin，1986年6月2日—），為美國職棒大聯盟的投手，目前效力於德州遊騎兵。他先前曾效力過洛磯、洋基、勇士、小熊、道奇、紅襪與日職的火腿鬥士等隊。
馬丁於日職時期就曾在2016年奪下日本一，回到大聯盟後，再於2021年奪下世界大賽冠軍。

## 職業生涯

### 科羅拉多洛磯
2013年球季結束後，紅襪將馬丁和Franklin Morales交易到洛磯，換來Jonathan Herrera。2014年，馬丁從3A開季。
2014年4月26日，馬丁登上大聯盟。他在6月前的防禦率高達6.89，這也讓他被下放到3A調整。剩餘球季他都待在3A，並留下4.39的防禦率。2015年球季開打前，洛磯簽下Nick Hundley，這也讓馬丁在2015年1月5日被指定讓渡。

### 紐約洋基

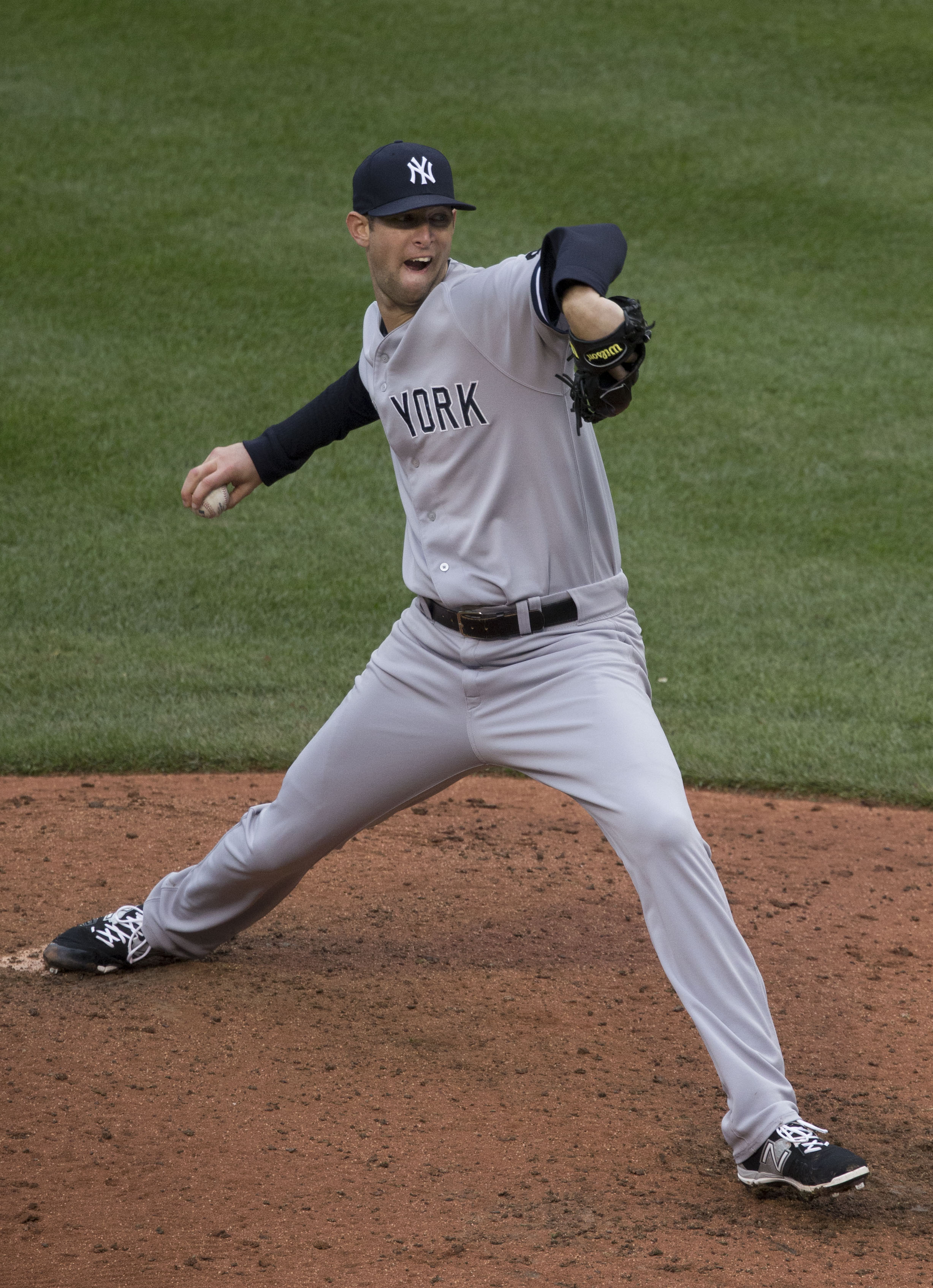
2015年10月3日，上場投球的馬丁

2015年1月13日，洛磯將馬丁交易到洋基，換來現金。而馬丁也成功入選洋基的牛棚輪值。
4月28日，他拿下生涯首次救援成功。他在前15場比賽吞下1敗，防禦率3.55。5月9日，他因為右手肘出現肌腱炎而進入傷兵名單。中間他一度下放3A，直到安德魯·米勒受傷，馬丁才又回到大聯盟。整季他吞下2敗，防禦率5.66。

### 北海道日本火腿鬥士
2015年球季結束後，洋基將馬丁賣到日職的火腿鬥士。當時他在大聯盟的防禦率高達6.19，被打擊率也來到3成18。
2016年，馬丁接替增井浩俊，成為球隊的終結者。他也成功入選日職的明星賽，不過卻在9月腳踝受傷，導致球季提前報銷。整季他拿下21次救援成功，防禦率僅1.07。
2017年，火腿鬥士續留馬丁。整季他出賽40場比賽，防禦率僅1.19。而他在日職透過隊友大谷翔平的幫助下，學會了指叉球。

### 德州遊騎兵
2017年12月15日，馬丁與遊騎兵簽下2年400萬美元的合約。2018年，他的防禦率為4.54。他還代表大聯盟參加2018年美國職棒大聯盟美日明星賽。2019年5月，球隊原終結者Shawn Kelley進入傷兵名單，馬丁便接下了終結者的位置。2019年，他的防禦率為3.08。

### 亞特蘭大勇士
2019年7月30日，遊騎兵在交易大限前將馬丁交易到勇士，換來Kolby Allard。9月11日，馬丁投出完美一局。整季他的防禦率為3.40，並拿下4次救援成功。雖然他有入選分區賽名單，但他在賽前練習時受傷，導致他無緣參與賽事。
球季結束後，馬丁與勇士續簽2年1400萬美元的合約。2020年，他投了18局僅失2分。2021年，他的防禦率為3.95。季後賽方面，他出賽5場比賽，防禦率為2.08，最終勇士成功拿下世界大賽冠軍。

### 芝加哥小熊
2022年3月17日，馬丁與小熊簽下1年250萬美元的合約。他在小熊的防禦率為4.31，不過他從6月中之後的防禦率為3.29。

### 洛杉磯道奇
2022年7月30日，小熊將馬丁交易到道奇，換來Zach McKinstry。他在道奇拿下3勝1敗，防禦率1.46。

### 波士頓紅襪
2022年12月8日，馬丁與紅襪簽下2年合約。2023年4月，他因傷進入傷兵名單，並休息了兩週。

## 個人生活
馬丁身高達203公分，體重98公斤。他的速球可來到時速153公里，另外搭配滑球、指叉球和切球。
馬丁有2個姐姐1個哥哥，全部都是棒球或壘球選手。其中大姐Crystal曾在大學時期代表德克薩斯農工大學參加12大聯盟。

## 外部連結
- 球員資訊和成績在MLB，ESPN，Baseball-Reference，Fangraphs（英文）
- 克里斯·馬丁的X（前Twitter）
- 克里斯·馬丁的Instagram帳戶